# Referentiële integriteit
Referentiële integriteit in een relationele database is het uitgangspunt dat de interne consistentie tussen de verschillende tabellen binnen die database wordt gewaarborgd. Dat betekent dat er altijd een primaire sleutel in een tabel bestaat als er in een sleutelveld in een andere tabel naar wordt verwezen. Het DBMS waarborgt de consistentie en zorgt ervoor dat een transactie die de consistentie doorbreekt niet wordt aangebracht.
databasemanagementsysteem · databasemodel · databasenormalisatie · referentiële integriteit · relationele algebra · relationele database · relationeel model